# Menisporopsis novae-zelandiae
Menisporopsis novae-zelandiae är en svampart som beskrevs av S. Hughes & W.B. Kendr. 1968. Menisporopsis novae-zelandiae ingår i släktet Menisporopsis och familjen Chaetosphaeriaceae.   Inga underarter finns listade i Catalogue of Life.